# A Real Live Tour
A Real Live Tour var Iron Maidens turné år 1993, och Bruce Dickinsons avskedsturné med bandet.
Turnén skulle ursprungligen ha varit del 2 av Fear of the Dark Tour, men i pausen mellan turnéerna hade Bruce Dickinson bestämt sig för att lämna bandet. Därmed ändrades marknadsföringen av turnén 1993 till avskedsturné. 
Turnén började i Faro, Portugal den 25 mars 1993 och avslutades i Moskva den 4 juli 1993, med ytterligare två sista konserter i Pinewood Studios den 27 och 28 augusti 1993 (se Raising Hell).
Somliga, inte minst Steve Harris, ansåg att Dickinson underpresterade och sjöng undermåligt under stora delar av turnén. Dickinson själv ansåg att sången alltid höll hög kvalitet, däremot gjorde han ingen hemlighet av att det börjat bli dålig stämning under turnén och han valde att visa detta för publiken genom ett dystert uppträdande på scen.

## Sverige
Den 23 april 1993 spelade Iron Maiden i Scandinavium i Göteborg. Publiken uppgick till 7000.

## A Real Dead One
Efter turnén släpptes livealbumet A Real Dead One som fokuserade på äldre låtar. Nyutgåvan på cd 1998 slogs ihop med A Real Live One till ett dubbelalbum. 

## Raising Hell
Turnéavslutningen, och den sista konserten med Dickinson (innan återföreningen 1999) var en specialkonsert som bandet gjorde i Pinewood Studios med showinslag av magikern Simon Drake. Konserten sändes som pay-per-view och gavs senare ut på vhs med titeln Raising Hell. Dickinson har senare kommenterat att det blev ett väldigt konstigt avsked och att det kändes mer som en filminspelning än en konsert.

## Spellista
Intro: Åskmuller / Suggestiva ljudeffekter
1. Be Quick or Be Dead (Fear of the Dark 1992)
2. The Number of the Beast (The Number of the Beast, 1982)
3. Prowler (Iron Maiden, 1980)
4. Transylvania (Iron Maiden, 1980)
5. Remember Tomorrow (Iron Maiden, 1980)
6. Where Eagles Dare (Piece of Mind, 1983)
7. From Here To Eternity (Fear of the Dark 1992)
8. Wasting Love (Fear of the Dark 1992)
9. Bring Your Daughter...To the Slaughter
10. Wasted Years (Somewhere In Time, 1986)
11. The Evil That Men Do (Seventh Son of a Seventh Son, 1988)
12. Afraid To Shoot Strangers (Fear of the Dark 1992)
13. Fear of the Dark (Fear of the Dark 1992)
14. The Clairvoyant (Seventh Son of a Seventh Son, 1988)
15. Heaven Can Wait (Somewhere In Time, 1986)
16. Run to the Hills (The Number of the Beast, 1982)
17. 2 Minutes to Midnight (Powerslave, 1984)
18. Iron Maiden (Iron Maiden, 1980)
19. Hallowed Be Thy Name (The Number of the Beast, 1982)
20. The Trooper (Piece of Mind, 1983)
21. Sanctuary (Sanctuary / Iron Maiden, 1980)

### Variationer
- Wrathchild (Killers,1981) - Endast spelad på 7 konserter.

## Nya länder
- Tjeckien
- Slovakien
- Ryssland

## Medlemmar
- Bruce Dickinson - sång
- Steve Harris - bas
- Dave Murray - gitarr
- Janick Gers - gitarr
- Nicko McBrain - trummor